# Laura Raffo
María Laura Raffo Degeronimi (Montevideo, 22 de septiembre de 1973) es una economista, empresaria y política uruguaya. Integrante del Partido Nacional, fue precandidata a la Presidencia de la República en las elecciones internas de 2024.Fue electa senadora suplente y coordina la agenda económica de la bancada parlamentaria de su sector, Alianza País.
Se recibió de economista en la Universidad de la República, tiene un máster en Administración de Empresas de la Universidad de Montevideo y posee 20 años de experiencia en cargos de directorio y gerenciales en organizaciones multinacionales, con responsabilidad en varios mercados de la región. Es también una reconocida conferencista económica y en 2016 publicó su primer libro llamado La Economía al Alcance de Todos.
En febrero de 2020 inició su carrera política al ser proclamada como candidata única de la Coalición Multicolor a la Intendencia de Montevideo en las elecciones departamentales de ese año. Entre diciembre de 2020 y mayo de 2023 presidió la Comisión Departamental del Partido Nacional en Montevideo.

## Primeros años y educación
Nació en Montevideo el 22 de septiembre de 1973, como hija del político y escritor Juan Carlos Raffo y Marta Degeronimi. Criada en el barrio Prado, tiene dos hermanos, Verónica y Juan Carlos.
Cursó sus estudios primarios y secundarios en el Liceo Francés Jules Supervielle de Montevideo. En 1992 comenzó a estudiar en la Facultad de Ciencias Económicas y de Administración de la Universidad de la República, y en 1998 se graduó con el título de economista. Posteriormente obtuvo una maestría en administración de empresas (MBA) por la Universidad de Montevideo. Asimismo, en su adolescencia ganó el Premio Nacional de Literatura de Obra Inédita de Poemas.

## Trayectoria

### Carrera profesional
Mientras cursaba sus estudios terciarios comenzó a trabajar como columnista de la sección de economía del periódico El Observador. Posteriormente fue empleada como responsable del área de reclutamiento de la filial uruguaya de ManpowerGroup. Entre 2004 y 2008 trabajó para Microsoft. Asimismo, ha ocupado puestos gerenciales en PGG Wrightson, Endeavor y ESPN para la región.
Como conferencista ha brindado charlas al sector privado y a organismos internacionales como el Banco Interamericano de Desarrollo, ONU y OIT, tanto en Uruguay como el exterior. Entre 2013 y 2017 sirvió como economista de referencia y representante de imagen de la filial del Grupo Sura.
En 2016 publicó su primer libro La Economía al Alcance de Todos, editado por Penguin Random House y con cinco ediciones impresas. Entre 2018 y 2020 integró el consejo directivo de la filial uruguaya del Banco Santander. Hasta comenzar su carrera política en febrero de 2020, Raffo sirvió como directora e inversora de Mind Nutrition, primer emprendimiento de Medicina Funcional en Uruguay y la región, apoyado por la Agencia Nacional de Investigación e Innovación (ANII).
Activa defensora de los derechos de las mujeres, Raffo desarrolló desde Endeavor junto al Banco Interamericano de Desarrollo el programa Más Emprendedoras, en el que participaron más de 4.200 uruguayas. Integró el Consejo Directivo de la Organización de Mujeres Empresarias del Uruguay (OMEU) de la cual es miembro fundadora.

## Ámbito mediático
En 2003 debutó en la televisión, como panelista del programa de debates de Canal 10, Zona urbana. Ese mismo año se desempeñó como columnista de temas económicos junto al periodista y presentador de radio Néber Araújo. En 2010 se incorporó al noticiero Telemundo 12 como conductora del segmento de economía, lo cual le otorgó un amplio conocimiento del público.
En 2019 abandonó Telemundo 12 y se alejó de la televisión. En agosto de 2021 se incorporó a Todas las voces, programa de debates de Canal 4 como panelista.
Actualmente, tiene una columna de opinión en el diario El Observador.

## Filmografía
| Año       | Trabajo         | Rol        |
| --------- | --------------- | ---------- |
| 2003-2006 | Zona urbana     | Columnista |
| 2010-2019 | Telemundo       | Columnista |
| 2021-2022 | Todas las voces | Panelista  |

## Ámbito político

### Candidatura a la Intendencia de Montevideo

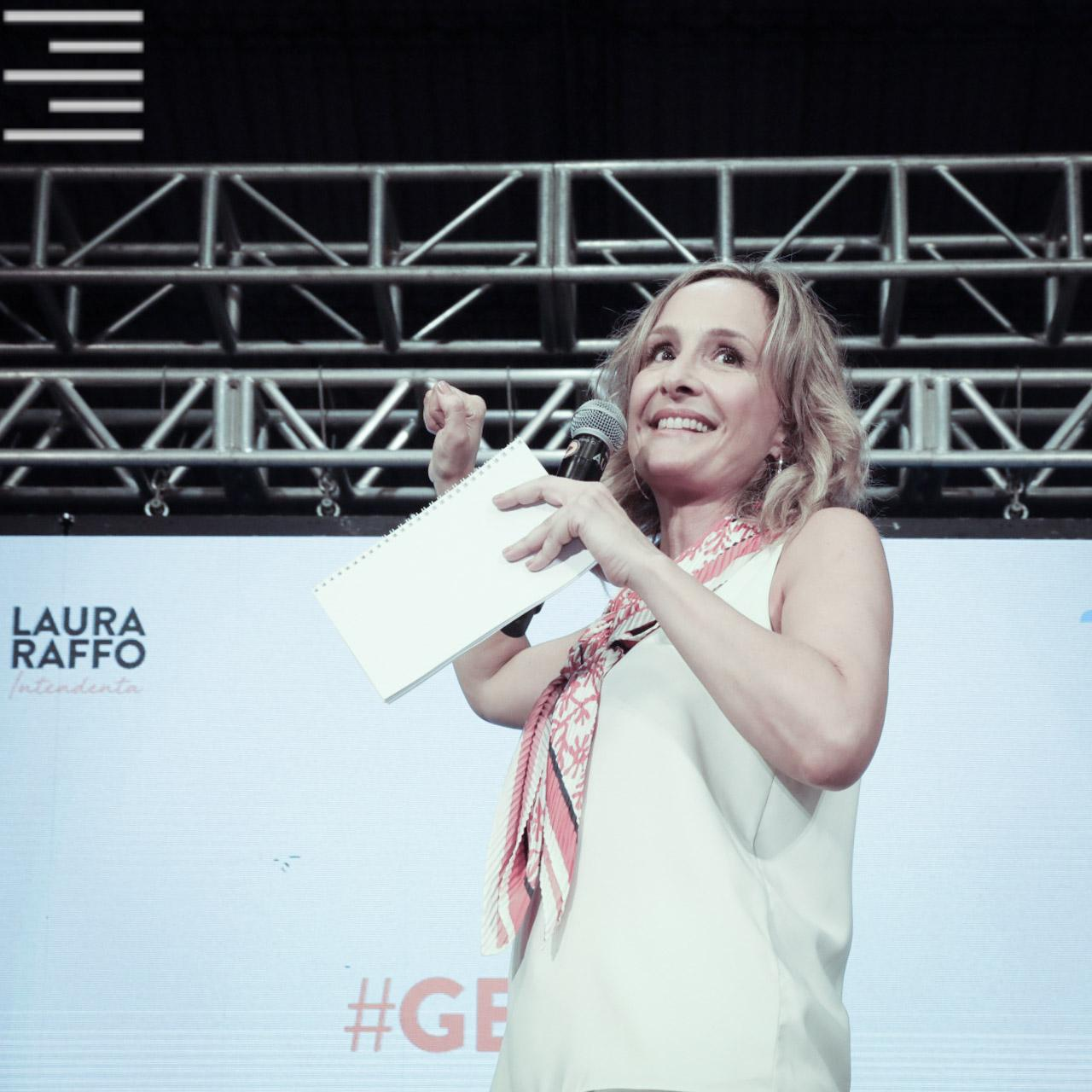
Laura Raffo en el lanzamiento de campaña a la Intendencia de Montevideo

El 4 de febrero de 2020 el presidente Luis Lacalle Pou anunció que Raffo sería la candidata de la Coalición Multicolor a la Intendencia de Montevideo de cara a las elecciones departamentales de ese año. El 11 de febrero lanzó su candidatura en el Club Cordón, donde afirmó que quería "formar parte del cambio", y presentó a sus suplentes en caso de triunfar en los comiciosː Andrés Ojeda del Partido Colorado; José Luis Alonso de Cabildo Abierto y Romina Fasulo del Partido de la Gente; Gerardo Sotelo del Partido Independiente, quien luego fue reemplazado por Juan Carlos Rodríguez. La campaña estuvo dirigida por Andrés Abt.

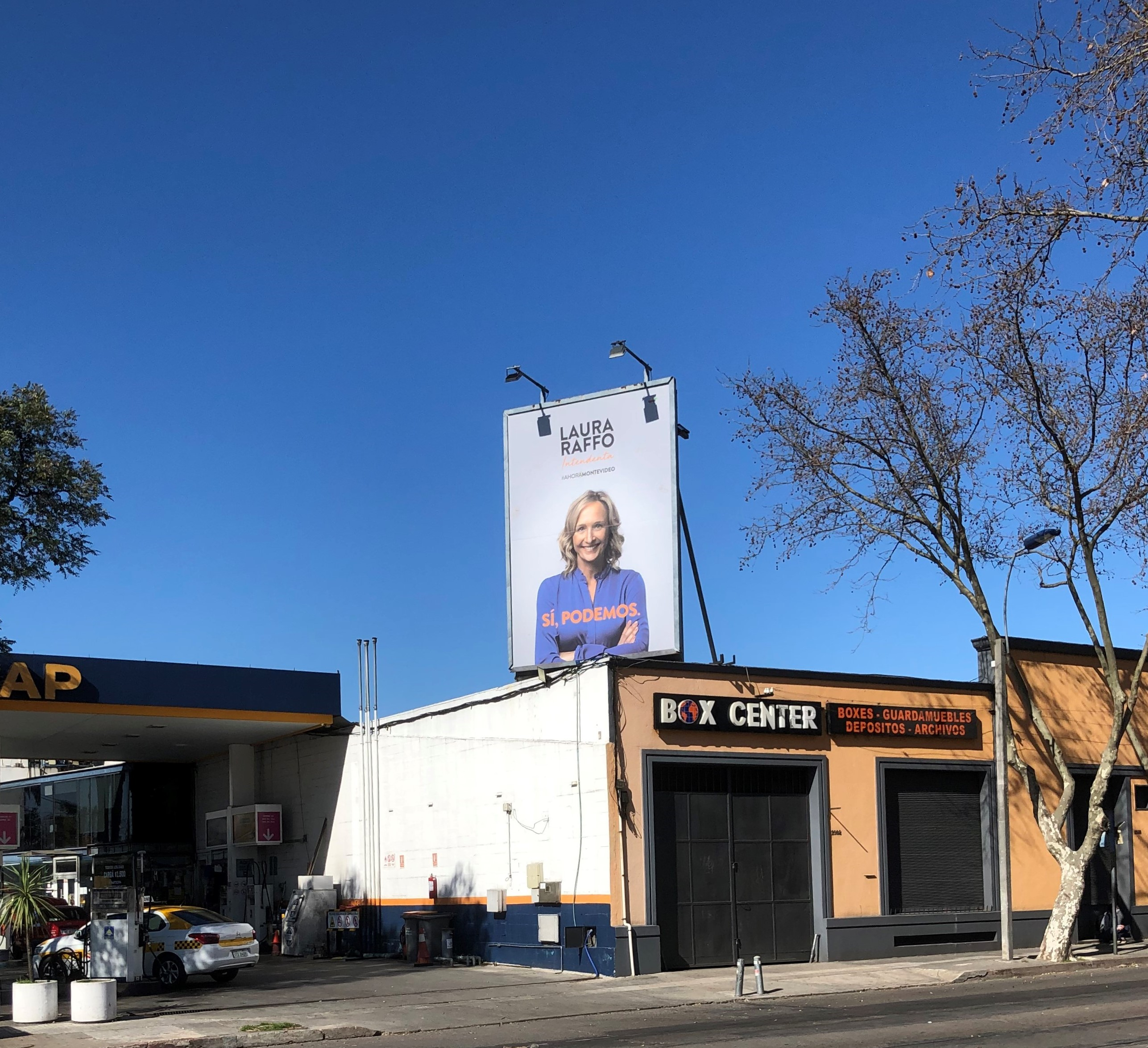
Cartel a favor de su candidatura a la intendencia.

Raffo, que se definió como "humanista y pragmática", realizó numerosas visitas a los barrios más vulnerables del departamento, lo que denominó como el "Montevideo Olvidado". El 23 de julio, el líder del Partido Ecologista Radical Intransigente, César Vega oficializó su apoyo a su candidatura alegando que es "persona que va a hacer las cosas mejor por Montevideo".
Raffo cerró su campaña el 24 de septiembre con un acto en la Plaza Varela de Bulevar Artigas. En las elecciones del 27 de septiembre obtuvo el 39,3% de los votos, siendo la candidata individual más votada, pero este porcentaje no alcanzó para obtener la Intendencia, debido al sistema de doble voto simultáneo.
El 14 de diciembre de 2020 fue proclamada presidenta de la Comisión Departamental de Montevideo del Partido Nacional, en un acto que contó con la presencia de la vicepresidenta de la República, Beatriz Argimón. El 9 de junio de 2021 lanzó el Centro de Estudios Metropolitano, con el propósito de "impulsar un debate serio y profesional" sobre lo que preocupa montevideanos".

### Precandidatura presidencial
El 8 de mayo de 2023, Raffo anunció su renuncia a la Comisión Departamental de Montevideo del Partido Nacional y que no sería candidata en las elecciones departamentales de 2025. Desde fines de 2022, el Herrerismo impulsa la precandidatura de Raffo para las elecciones internas de 2024. El 15 de mayo de 2023 el sector Alianza Nacional oficializó su apoyo, incluyendo a Carlos Camy y a Jorge Larrañaga Vidal (hijo del difunto Jorge Larrañaga). A inicios de junio recibió el apoyo del Movimiento Nacional de Rocha.
En el mes de julio de 2023 lanzó el sector político Sumar dentro del partido, este nuevo sector propone ser el motor para lograr un segundo gobierno de coalición en Uruguay.  

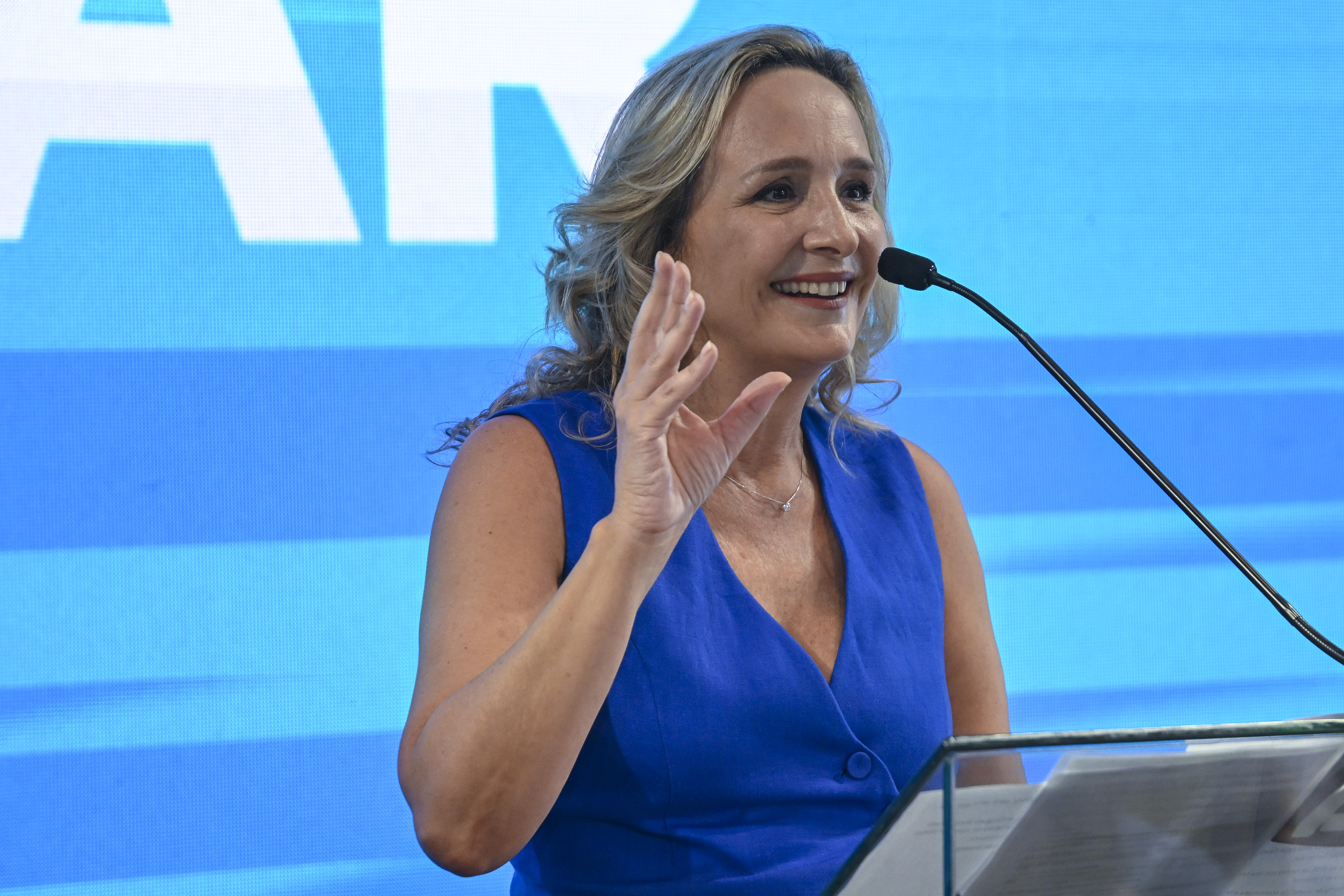
Presentación de Campaña 2024

En febrero del 2024 realizó el lanzamiento oficial de su campaña como precandidata a las elecciones internas del Partido Nacional. En su sitio web hagamoshistoria.uy, se encuentran las propuestas realizadas junto con un equipo técnico que dan respuesta a las problemáticas planteadas por los uruguayos que se acercaron al movimiento Sumar durante las giras realizadas por todo el país. Sus principales propuestas trabajan sobre la desburocratización del estado, la creación de empleo para jóvenes y personas que no han terminado el liceo, mejoras para el agro y propuestas de seguridad apalancadas en la prevención, represión y reinserción. 
Se considera que la figura de Raffo procura reforzar la identidad del Herrerismo histórico dentro de la actualidad del partido. Finalmente, en las elecciones internas del 30 de junio quedó en segundo lugar en el Partido Nacional con el 19,2 % de los votos.En setiembre de 2024, junto a su equipo técnico y político se integró al sector Alianza País, que resultó el más votado dentro del Partido Nacional en las elecciones parlamentarias de octubre de ese año. Fue electa senadora suplente y designada como coordinadora de los temas económicos de la bancada parlamentaria de su sector

## Vida personal
En 2005 se casó con Federico Muttoni, y tuvieron mellizos, Francisco e Ignacio (n. 2007). La pareja posteriormente se divorció.
Actualmente se encuentra en pareja con el empresario argentino Juan Carlos Malagrino.

## Libros
- 2016, La Economía al Alcance de Todos (ISBN 9789974892262)